# Farouk Ahmed Sayed
Farouk Ahmed Sayed (* 10. Dezember 1970) ist ein ehemaliger jemenitischer Langstreckenläufer.

## Biografie
Farouk Ahmed Sayed nahm bei den Olympischen Sommerspielen 1988 im Rennen über 5000 Meter teil, wo er in seinem Vorlauf den 18. Rang belegte und sich dadurch nicht für das Finale qualifizieren konnte.